# Doon Mohučský
Doon Mohučský (po roce 1250, Doon de Mayence) je francouzský středověký hrdinský epos, jeden z tzv. chansons de geste. Píseň patří do Cyklu Doona Mohučského, který je podle hrdiny písně pojmenován. Jednotícím prvkem skladeb tohoto cyklu je odboj vazalů z rodu Doona Mohučského proti svým lenním pánům (proto je cyklus také někdy nazýván Cyklem odbojníků). Ve skladbách se rovněž projevuje historická realita: feudální rozdrobenost a slabé postavení panovníka. Vzpurní rytíří jsou propojeni s Doonem fiktivními genealogickými vazbami a většinou vystupují proti Karlovi Velikému. To naznačuje, že Karel Veliký je zde jen pseudonymem pro své slabší nástupce. 
Píseň se skládá ze dvou částí. První část, která vypráví o Doonově mládí, je někdy považována za samostatný epos se jménem Enfances de Doon de Mayence (Mládí Doona Mohučského) a její vznik je kladen na počátek 14. století. Druhá část, líčící činy Doona jako dospělého muže, vznikla někdy po roce 1250. Přímým pokračováním písně je epos Gaufrey ze 13. století, líčící osudy nejstaršího Doonova syna. Tyto tři písně jsou nejmladšími písněmi z celého cyklu a zdá se, že jejich vznik byl vyvolán potřebou vylíčit život společného předka hrdinů cyklu.
K velkému úspěchu písně přispěla její verze v próze La Fleur des batailles Doolin de Mayence, kterou vydal roku 1501 v Paříži Antoine Vérard.

## Obsah písně

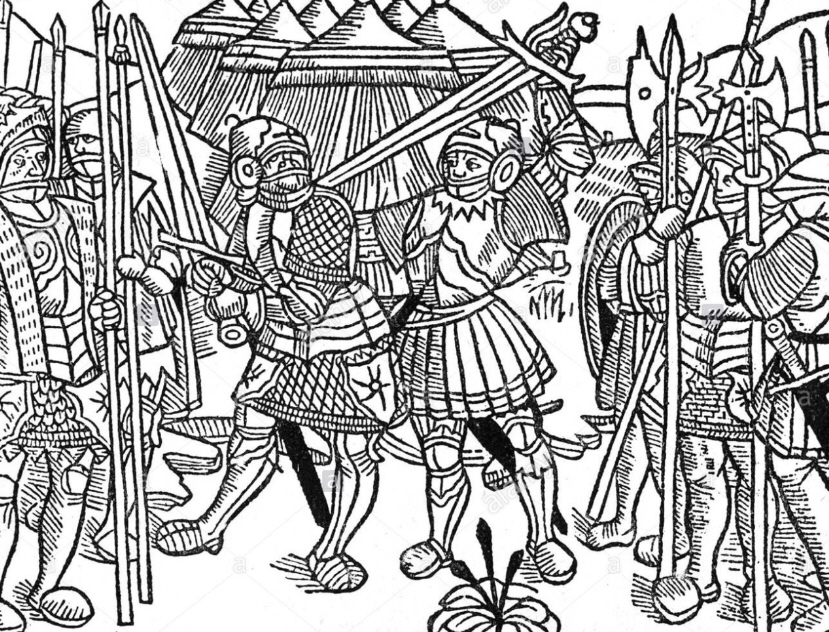
Souboj Doona Mohučského s Karlem Velikým, ilustrace z La Fleur des batailles Doolin de Mayence z roku 1501

První část písně (Mládí Doona Mohučského) začíná Doonovým narozením ve stejný den, jako jeho dva bratři. Doonovými rodiči jsou Guy Mohučský a jeho manželka Margarita. Když se jeho otec dopustí během lovu náhodného zabití poustevníka, rozhodne se zůstat v lese a zaujmout jeho místo. Jeho nepřítomnosti využije senešal Erchenbaut, který se chce zmocnit jeho majetku. Odešle jeho tři syny pryč a Margaritu, která mu odporuje, uvězní. Mezitím se Doon vrátí a po dlouhou dobu hledá v lesích svého otce. Podaří se mu jej nalézt a pak se setká se svým strýcem Hugem de Chateaufort, který z něj vychová rytíře. Doon prožívá celou řadu dobrodružství – například bojuje s obrem a v lese najde dívku Nicolettu, do které se zamiluje. Nakonec se mu podaří Erchenbauta a jeho přisluhovače porazit a osvobodit matku. Obyvatelé Mohuče jej uznají za svého pána.
V druhé částí písně přijíždí již dospělý Doon k císařskému dvoru. Karel Veliký jej nepřijme přátelsky, považuje jej za povýšence. Doon žádá od císaře jako léno Vauclerc, město za Rýnem, které je obsazeno Saracénem Obigantem. Císař nevěří, že by byl Doon schopen město dobýt a vyzve jej, aby spolu změřili síly. V souboji bere Doon na Karla ohledy, protože by jinak zvítězil. Oba ale utrží několik zranění, ze kterých se musí nejprve zotavit. Teprve na jaře se vydají za Rýn a Vauclerc oblehnou. Obigantova dcera Flandrina se do Doona zamiluje a v noci je arcibiskup Turpin tajně oddá (později měli spolu dvanáct synů). Po dobytí města se musí Frankové ještě střetnout s dánským králem Dannemontem, který chce rovněž Flandrinu za ženu. K vítězství jim pomůže Garin z Monglane a dobrosrdečný obr Robastre, který se narodil z milostného poměru pozemské ženy s duchem. Robastr se stane věrným společníkem Doona a potom i jeho nejstaršího syna Gaufreyho.